# Каракал
Карака́л, или степная рысь (лат. Caracal caracal, от тюрк. кара кулак — «чёрное ухо»), — хищное млекопитающее семейства кошачьих. Долгое время каракала относили к рысям (Lynx), на которых он похож внешне, однако из-за ряда генетических особенностей его выделили в отдельный род. Близок каракал к африканскому сервалу, с которым хорошо скрещивается в неволе.

## Внешний вид
Длина тела каракала 65—82 см, хвоста — 25—30 см, высота в холке около 45 см; масса 11—20 кг. Уши с кисточками (до 5 см) на концах. На лапах развита щётка из жёстких волос, облегчающая передвижение по песку.
Мех короткий и густой. Окраской напоминает североамериканскую пуму (Puma concolor): песчаный или красновато-коричневый верх, беловатый низ; по бокам морды чёрные отметины. Кисточки и наружная сторона ушей — чёрные. Очень редко встречаются чёрные каракалы-меланисты.

## Название
Название «каракал» происходит от тюркского кара кулак — «чёрное ухо», так как задняя сторона ушей у этих кошек чёрная. В Северной Африке каракала также называют берберийской рысью.

## Распространение и подвиды
Водится в саваннах, опустыненных степях, пустынях и предгорьях Африки, в пустынях Аравийского полуострова, Малой и Средней Азии, на Ближнем Востоке. На территории СНГ малочислен: встречается в пустынях Южного Туркменистана, по побережью Каспийского моря доходит до полуострова Мангыстау, на востоке иногда появляется в Бухарской области Узбекистана. Специалисты Агентства по защите окружающей среды Абу-Даби в феврале 2019 года впервые за 35 лет зафиксировали появление особи каракала на территории ОАЭ.
Подвиды каракала и их распространение:
- Caracal caracal caracal — в Судане и Южной Африке,
- Caracal caracal algira — в Северной Африке,
- Caracal caracal damarensis — в Намибии,
- Caracal caracal limpopoensis — в Ботсване,
- Caracal caracal lucani — в Габоне,
- Caracal caracal michaelis — Туркменский каракал[4], в Туркменистане (вымирающий подвид, не более 300 особей),
- Caracal caracal nubica — в Судане и Эфиопии,
- Caracal caracal poecilictis — в Нигерии,
- Caracal caracal schmitzi — Индийский каракал[4], от Аравии до Передней Индии.

## Образ жизни и питание

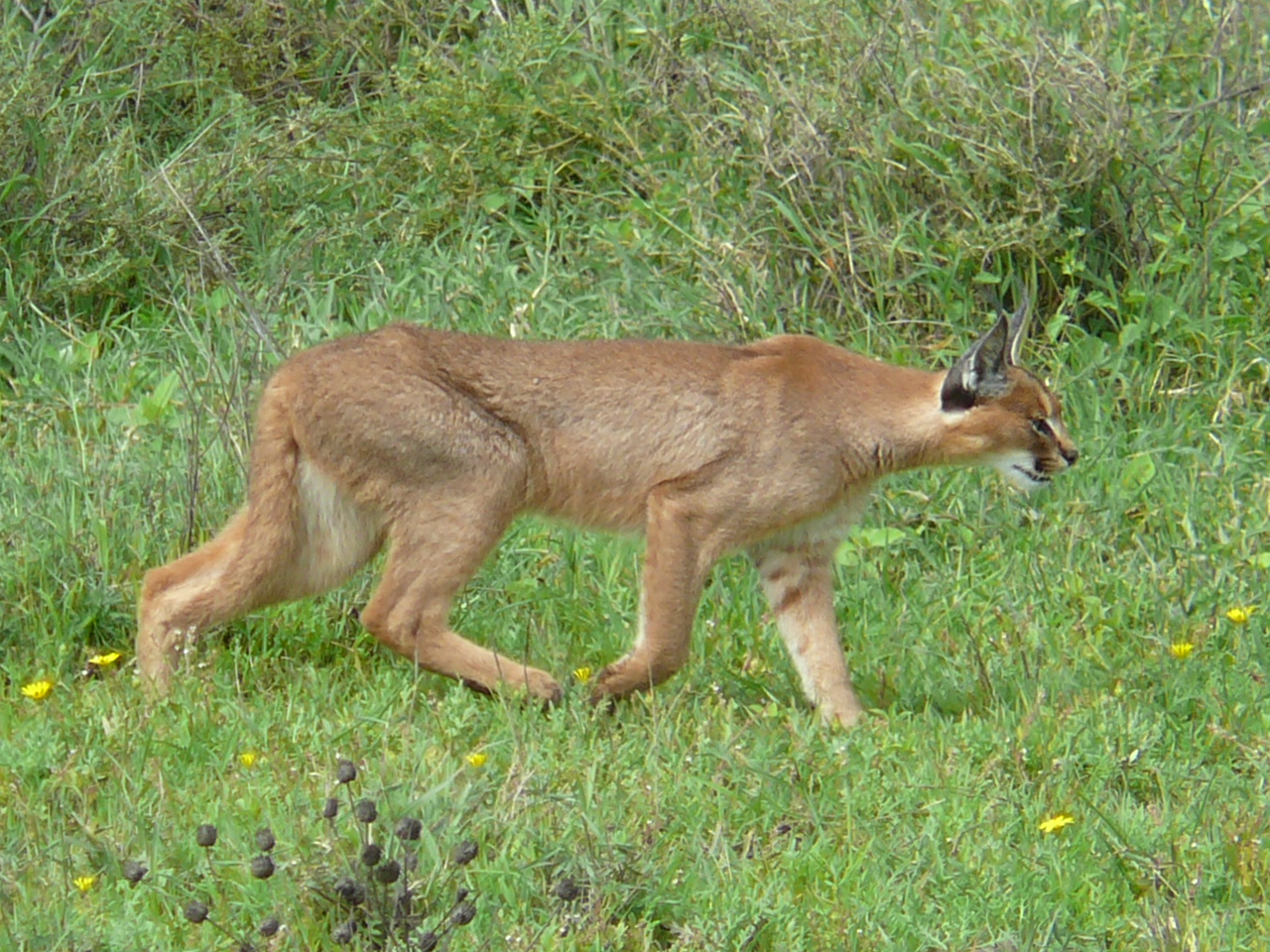
Каракал в национальном парке Серенгети

Деятелен каракал главным образом ночью, но зимой и весной появляется и днём. Убежищами ему служат расщелины скал и норы дикобразов и лисиц; иногда они используются несколько лет подряд. Самцы занимают обширные территории, а территории самок, более скромные, располагаются на периферии.
Хотя у каракала длинные ноги, долго бежать, как и все кошачьи, он не может, поэтому охотится, скрадывая жертву и настигая её большими (до 4,5 м в длину) прыжками. Обладая необычайной скоростью реакции и очень острыми втяжными когтями, каракал способен выхватить несколько птиц из взлетающей стаи. Однако главной пищей ему служат грызуны (песчанки, тушканчики, суслики), зайцы-толаи, отчасти мелкие антилопы, в Туркменистане — джейраны. Иногда добывает ежей, дикобразов, рептилий, насекомых, небольших хищных зверей, вроде лисицы и мангуста, молодых страусов. Может похищать домашнюю птицу, нападать на ягнят и коз. Каракал способен долгое время обходиться без воды, получая жидкость из съеденной добычи.
Подобно леопарду, каракал затаскивает убитую дичь на деревья, чтобы спрятать её от других хищников.

## Размножение
Размножение происходит круглый год, самка может иметь до трёх партнеров. После беременности в 78—81 дней рождается 1—6 детёнышей. До достижения ими месячного возраста самка раз в день переносит их из одного логова в другое. В 6 месяцев молодые каракалы покидают мать и обосновываются в своих владениях. Половозрелыми становятся в 16—18 месяцев.

## Каракал в истории, приручение
Каракалы легко приручаются. В Азии (Индия, Персия) с ручными каракалами охотились на зайцев, фазанов, павлинов и мелких антилоп. В древности такая охота была очень популярна на Востоке; в Индии каракала называют «маленьким гепардом» или «гепардом для бедных», поскольку в отличие от гепардов каракала отлавливали и держали небогатые люди. Теперь такая охота — редкость.
Гибрид каракала с домашней кошкой — каракет.

## Статус популяции и охрана
В Южной Африке каракал достаточно обычен и некоторыми фермерами считается вредителем. Существует особая культура охоты на каракала: его подманивают приборами, имитирующими крик раненого зайца или мыши, и ночью стреляют из-под фар. Кроме того, в Южной Африке каракалов используют, чтобы отгонять птиц (в основном, цесарок) со взлётно-посадочных полос военных аэродромов.
Азиатские подвиды каракала гораздо более редки и занесены в Приложение II CITES. В целом, кроме охоты, каракалам угрожают разрушение естественной среды обитания из-за расширения сельского хозяйства и опустынивания и связанное с этим сокращение численности его природной добычи.

## Каракал в интернет-культуре
Самым известным животным этого вида в интернете является каракал по кличке Гоша, ставший интернет-мемом и распространившийся в начале 2020 года. Англоязычные пользователи прозвали его «Биг Флоппа» (Big Floppa), а в рунете каракал получил имя «Большой Шлёпа».